# 谷巴丹拿
谷巴丹拿（英語：George Cooper Turner，？—1860年）是19世紀的英國律師，曾任澳洲新南威爾斯政府及香港政府的民事檢察專員（Crown Solicitor），負責處理香港政府的法律事宜。在擔任該職前，曾任民事檢察官（Civil Crown Prosecutor）。